# Rodinný dům Lužická 17
Rodinný dům v Brně v Lužické ulici číslo popisné 2095 a orientační 17 náleží do skupiny funkcionalistických řadových rodinných domů v městské části Žabovřesky. Tyto stavby navrhli a projektovali bratři Vilém Kuba a Alois Kuba a v první polovině 30. let 20. století byly realizovány v nově vznikající obytné oblasti na severním svahu Kraví hory, která do konce desetiletí spojila zastavěnou část Žabovřesk kolem Minské ulice s Masarykovou čtvrtí. Dům byl postaven mezi lety 1934 a 1935, dochoval se s téměř nedotčeným interiérem, proto byl v roce 2007 jako doklad vysokého standardu bytové kultury středních vrstev v období první republiky zapsán na seznam nemovitých kulturních památek.

## Historie

### Stavební vývoj čtvrti
Původně samostatná ves Žabovřesky v průběhu 19. století díky dynamickému růstu pohltila osadu Vinohrádky s osou podél novodobé Horovy ulice a dál se rozšiřovala směrem k Brnu. Do roku 1918 vyplnila celou délku veversko-brněnské cesty na žabovřeském katastru patrová rodinná a dělnická zástavba a na hranici území s brněnskou Velkou Novou Ulicí (později čtvrť Veveří) vznikla i zástavba městského charakteru. Od začátku 20. století se také začaly objevovat zárodky bohatých vilových čtvrtí – zcela nezávisle na rozvoji Žabovřesk vznikla na svazích Kraví hory Česká úřednická čtvrť vybíhající od náměstí Míru k okraji Wilsonova lesa. V roce 1919 byly Žabovřesky úředně připojeny k Velkému Brnu, a tak se otevřela cesta k dalšímu rozvoji území. V letech 1922–1923 byly vybudovány Kounicovy koleje, k nimž dosáhla od Minské ulice bloková zástavba, a ve stejné době se rozprostřela i vilová Česká úřednická čtvrť tak, že do roku 1939 organicky propojila Žabovřesky s Masarykovou čtvrtí.
Spolu s politickými změnami po první světové válce a osamostatnění Československa mělo na vývoj stavitelství v Brně vliv více faktorů, mezi nimiž byla urbanizace a rychlý přírůstek obyvatelstva v příměstských částech, vlastenecké úsilí vymanit se z nadvlády monumentální rakouské stavební kultury a architektonické tradice nedaleké Vídně, ale také nedostatek financí i odborných pracovních sil a přemrštěné ceny stavebního materiálu v důsledku živelné výstavby. Začaly se proto uplatňovat čisté a jednoduché výrazové prostředky a namísto přehnaných honosných staveb se začaly využívat střídmé konstrukce a dispozice. V roce 1928 se na nově zbudovaném Zemském výstavišti uskutečnila u příležitosti desátého výročí založení republiky Výstava soudobé kultury a její součástí se stala experimentální kolonie Nový dům v Žabovřeskách prezentující moderní úsporné individuální bydlení pro střední vrstvu.

### Řadové rodinné domy bratří Kubových
Ačkoli se domy z výstavy pro svůj velmi progresivní přístup k bydlení setkaly se zdrženlivým přijetím, na budoucí podobu architektonické produkce měla expozice značný dopad, o čemž svědčí přijetí místními stavebními podnikateli. Firma Václava Dvořáka (1900–1984) a bratrů Kubových vyvinula koncem 20. let koncept „vertikálního bydlení“, který přejímal inovace řadových rodinných domů patrné v kolonii Nový dům. Typové stavby umožňovaly značné finanční úspory a zároveň poskytovaly moderní bydlení s celou řadou prostorových, funkčních i estetických kvalitativních hodnot.
Příkladem ze společné dílny těchto tvůrců kolem roků 1931–1933 je řada tří rodinných domů s lomenými arkýři obloženými bílým opaxitem a s balkony ve dvou horních podlažích v ulici Březinova číslo 46–48. Podobný arkýřový prvek se pak objevil i o ulici výše u jiné trojice řadových domů Tůmova číslo 12–16 (z let 1931–1932).

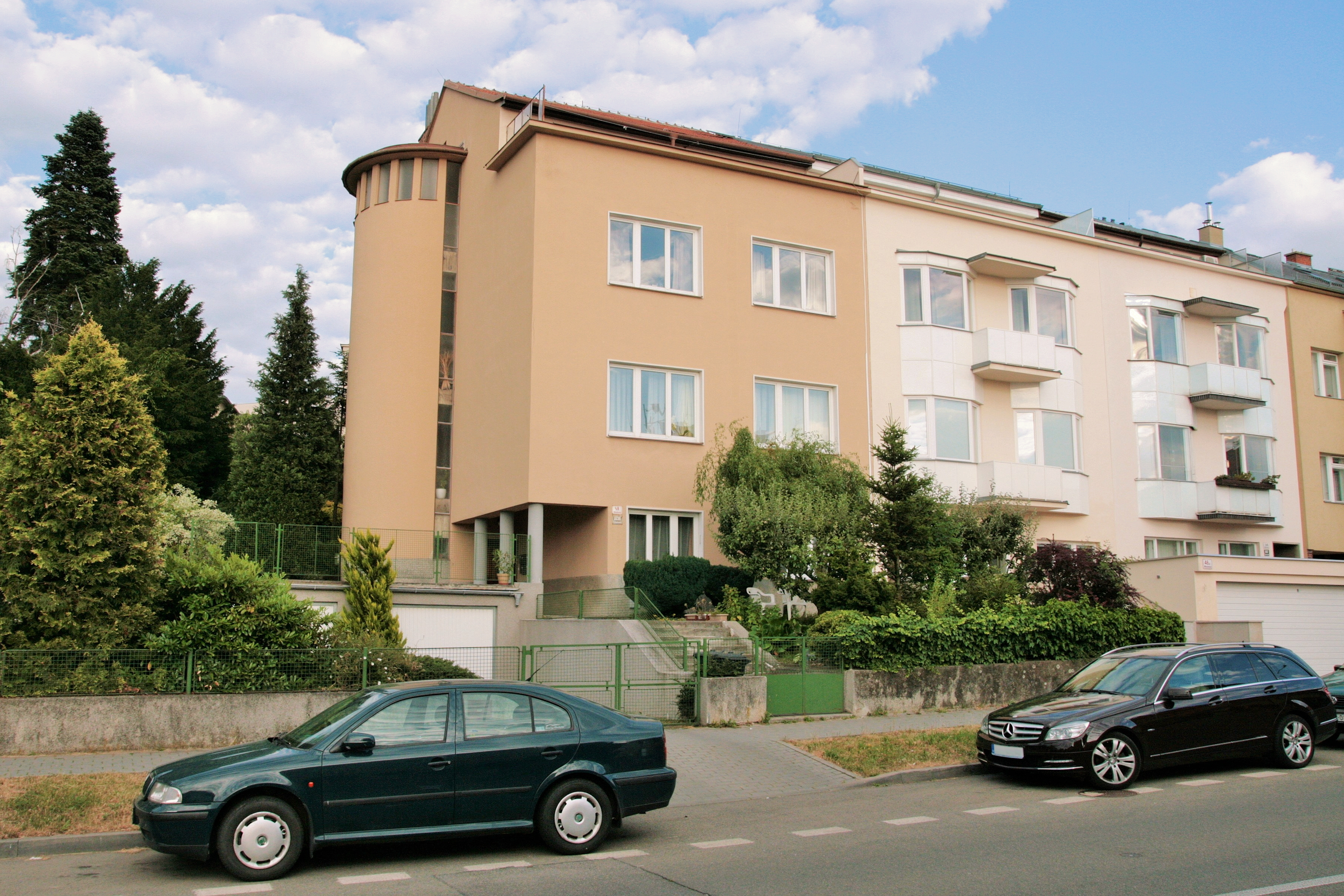
Domy Březinova č. 46–48 se staršími typy arkýřů
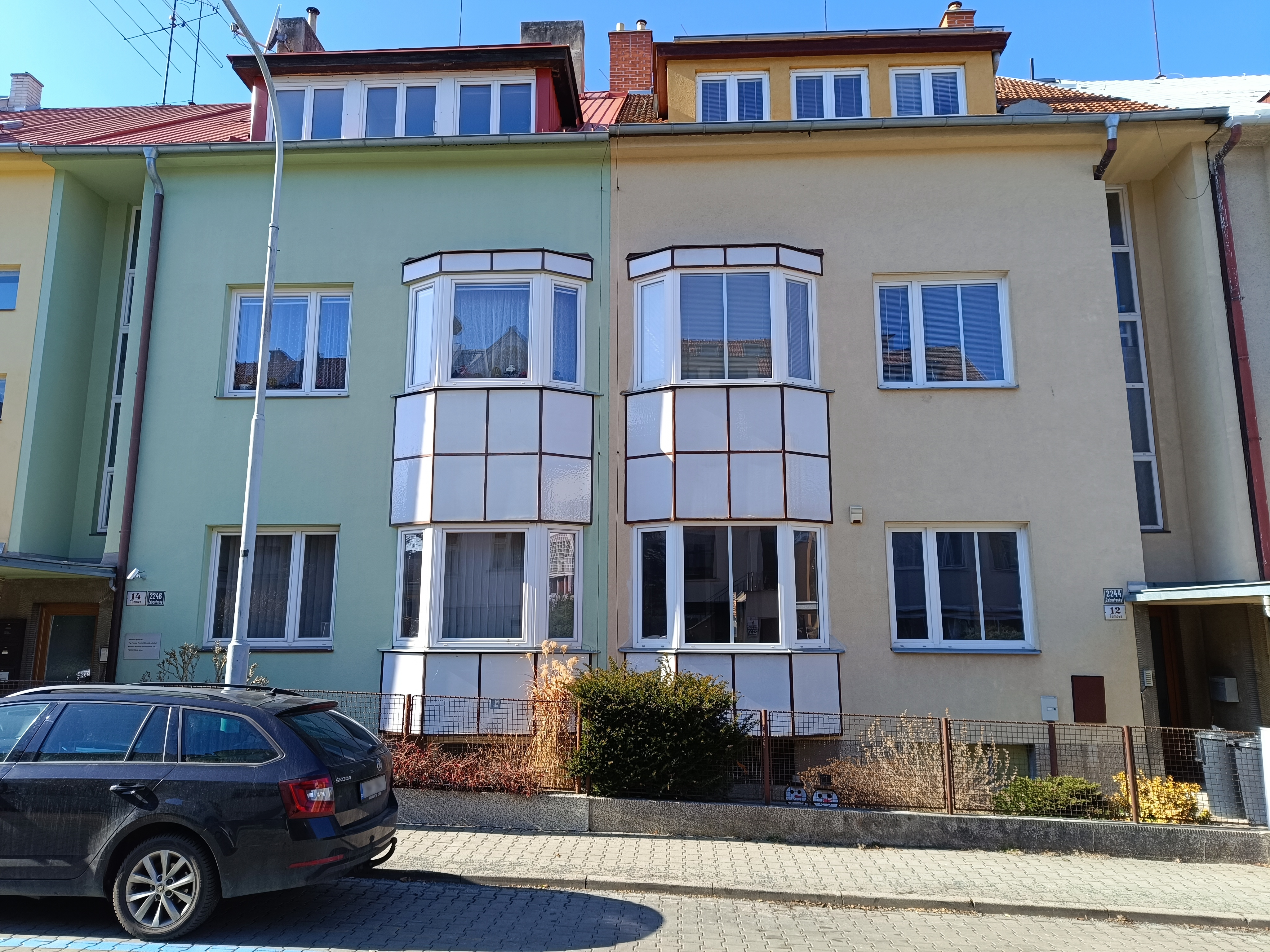
Domy Tůmova č. 12–14 se staršími typy arkýřů

Projekční a stavitelská kancelář Václava Dvořáka a Aloise Kuby (1901–1979) si lokalitu kolem Wilsonova lesa a Kraví hory obzvláště oblíbila, svými řadovými domy postupně „obsadila“ také okolní ulice Zábranského a Hvězdárenskou (která tehdy byla ještě součástí Zábranského ulice), Lužickou a Náhorní (tehdy Strmou). Řadové rodinné domy však stavěli i v mnoha dalších brněnských městských částech.

### Domy v Lužické ulici
Krátce po návratu Aloisova bratra Viléma Kuby (1905–1961) ze studií u Josefa Gočára na pražské AVU došlo v roce 1932 k rozdělení Projekční a stavitelské kanceláře a bratři dále podnikali společně pod značkou V. a A. Kuba. Počátkem třicátých let se Vilém soustředil na vývoj vysokého standardu moderního rodinného domu pro střední vrstvy, který by mohla firma realizovat. Vyvinul typ čtyřpodlažního řadového domu o šířce průčelí 5,5 metru a hloubce 13,2 metru s garáží a příslušenstvím v přízemí, kuchyní a obývacím pokojem v prvním patře, dvěma ložnicemi a koupelnou ve druhém a sušárnou s terasou ve třetím patře. S tímto projektem ekonomicky řešeného typu rodinných domů se kancelář bratří Kubových již bez účasti Václava Dvořáka umístila na třetím místě v celostátní soutěži řešení malých bytů v roce 1933. Jednalo se o pokročilejší verzi trojtraktového typu domů použitého před třemi lety v Černých Polích.
Petr Pelčák uvádí, že nejlepším příkladem tohoto typu staveb, který pak firma v letech 1933–1934 realizovala ve velkém na Ponavě v nedávno nově zřízené ulici Střední u domovních čísel 27–51, je trojdům ve Hvězdárenské ulici číslo 6, 8 a 10. Předcházel mu v roce 1933 už koncový řadový dům Tůmova č. 10, na němž si Vilém Kuba vyzkoušel motiv hranolového dvojpodlažního arkýře obloženého keramikou s neobvyklým použitím černého keramického obkladu. Tento dům navíc zakončoval trojici výše zmíněných domů č. 12–16 a vzhledem k okrajové poloze byl na něm akrýř umístěn asymetricky a hmota domu byla opticky odříznuta schodišťovým rizalitem. Po zmíněném trojdomu ve Hvězdárenské ulici byla jeho jednodušší varianta použita také na protější straně ulice (domy č. 1a–7 z let 1933–1934) a také v sousední Lužické ulici (č. 15–21 z let 1934–1935).

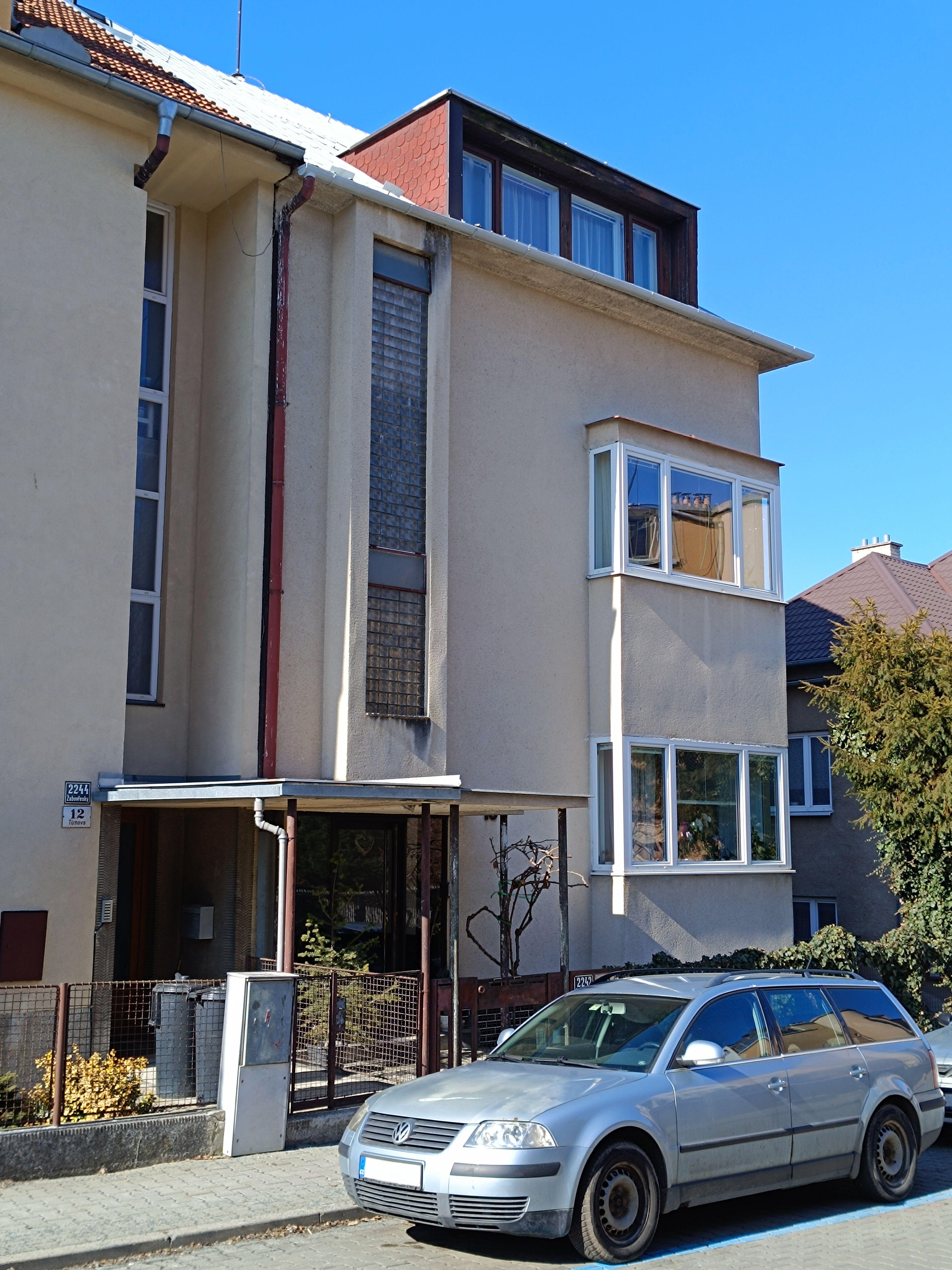
Dům Tůmova č. 10 s novějším arkýřem
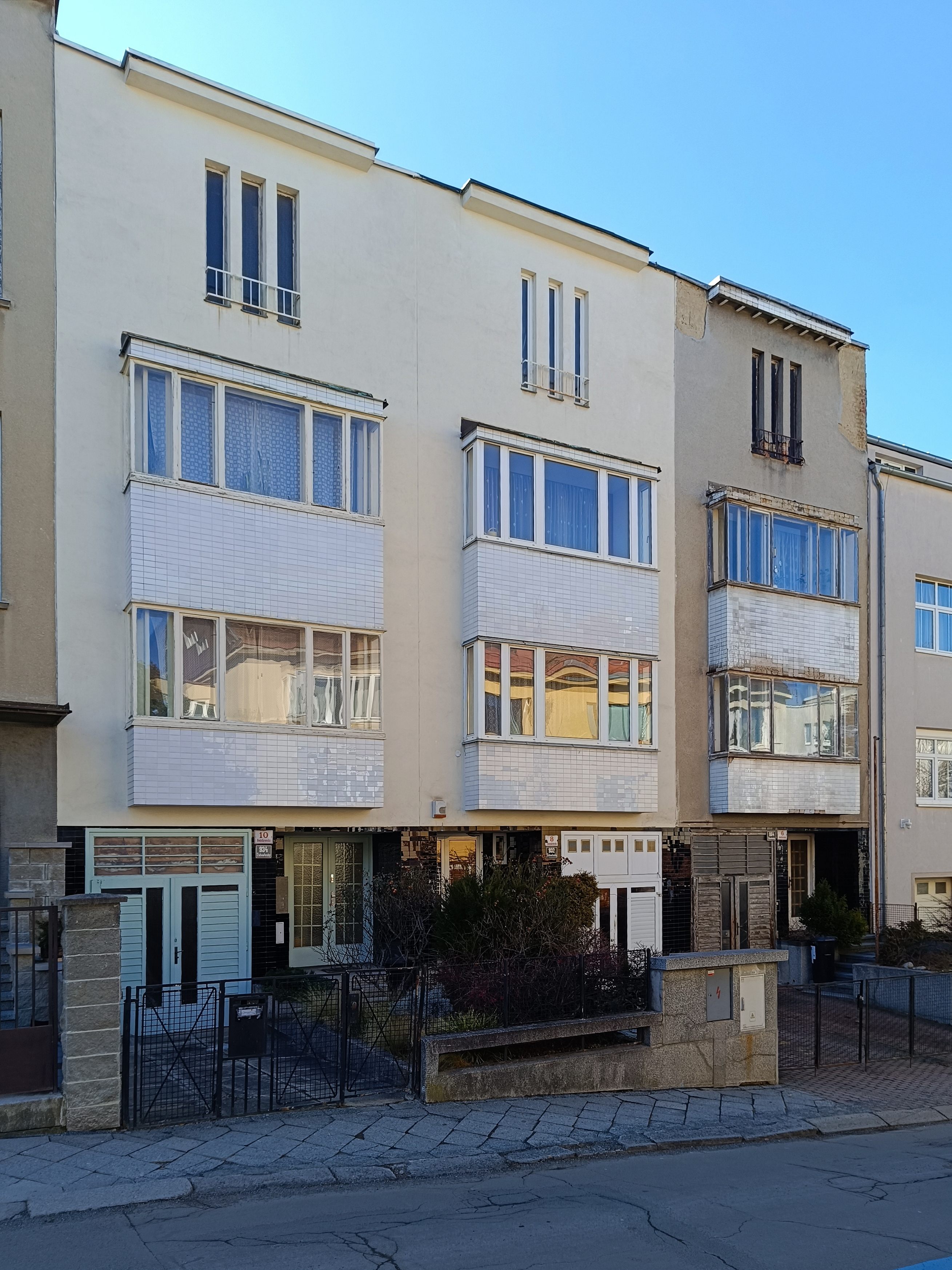
Řadové rodinné domy Hvězdárenská č. 6–10
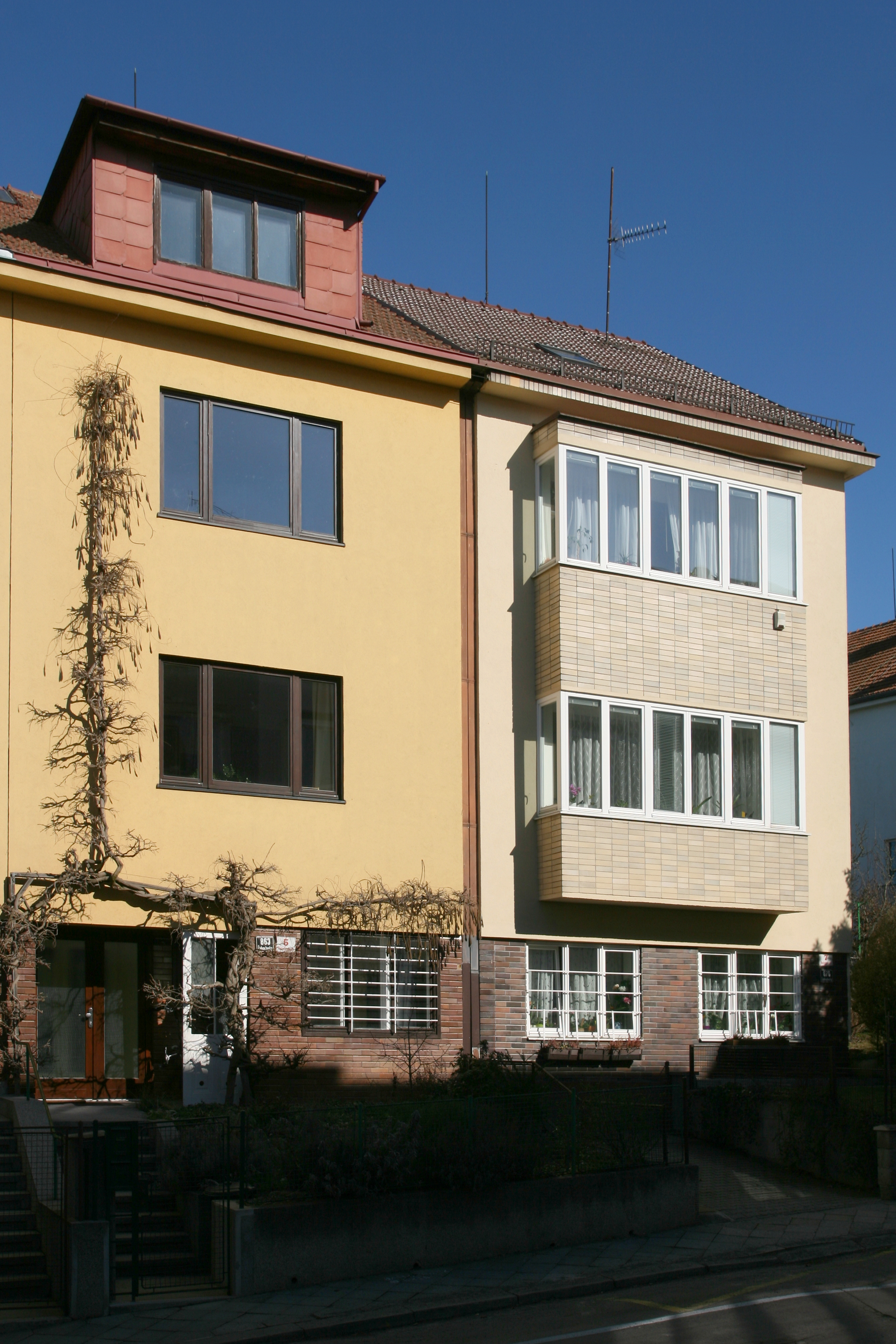
Domy Hvězdárenská č. 5 a 7, jednodušší varianta
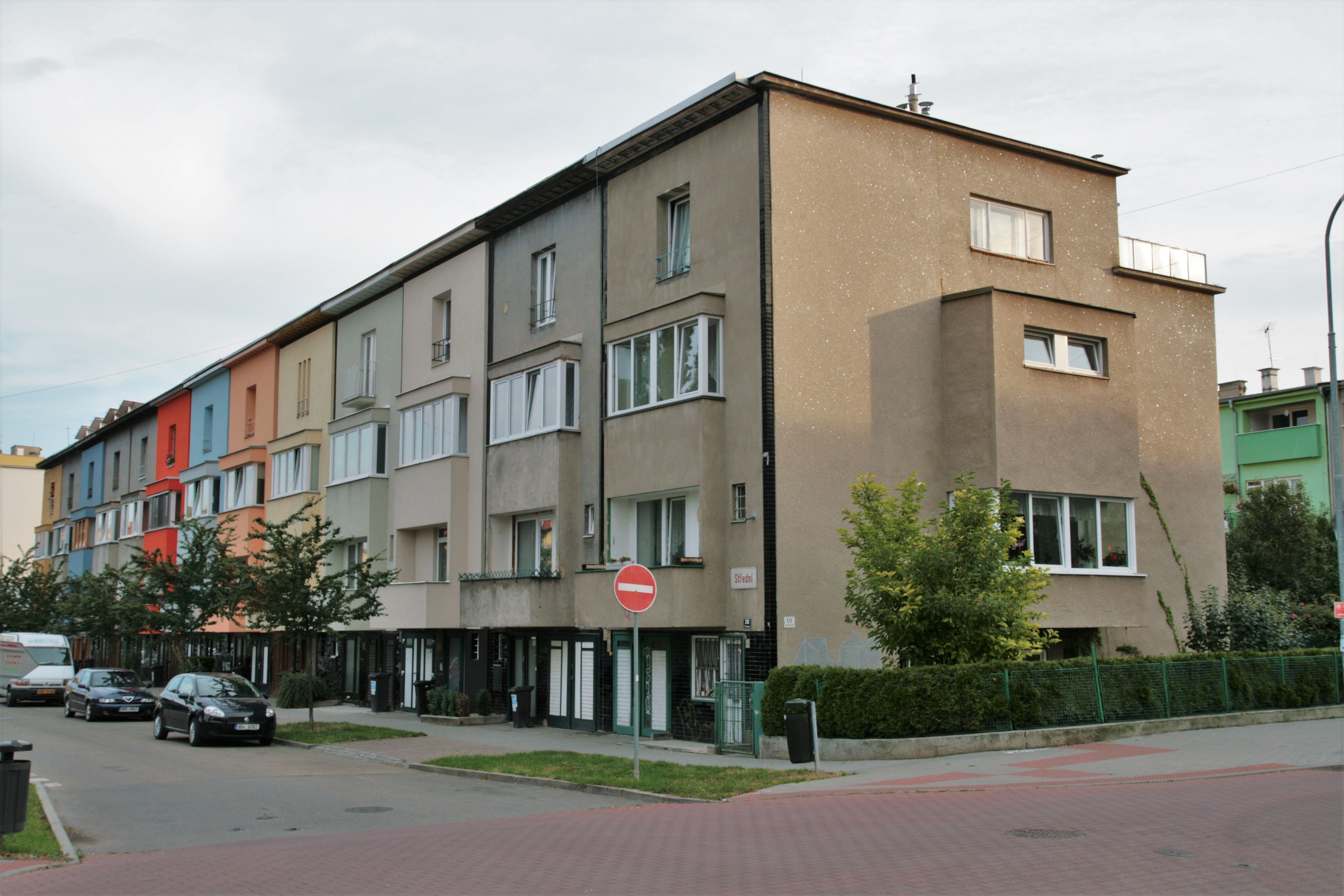
Domy Střední č. 27–51 opakující ve velkém vzor z Hvězdárenské

Všechny tyto ulice v blízkém sousedství Kounicových kolejí byly zakládány právě v období stavební expanze v této oblasti mezi 20. a 30. lety 20. století. Tůmova ulice byla v dubnu 1927 pojmenována po moravském spisovateli a novináři Františku Sokolu Tůmovi, Lužická pak v květnu 1929 podle historického slovanského regionu Lužice a spolu s ní ulice Zábranského po spisovateli a kronikáři Aloisi Zábranském. V březnu 1932 se k nim přiřadila také Strmá ulice, v poválečném období přejmenovaná na Náhorní.

## Architektura

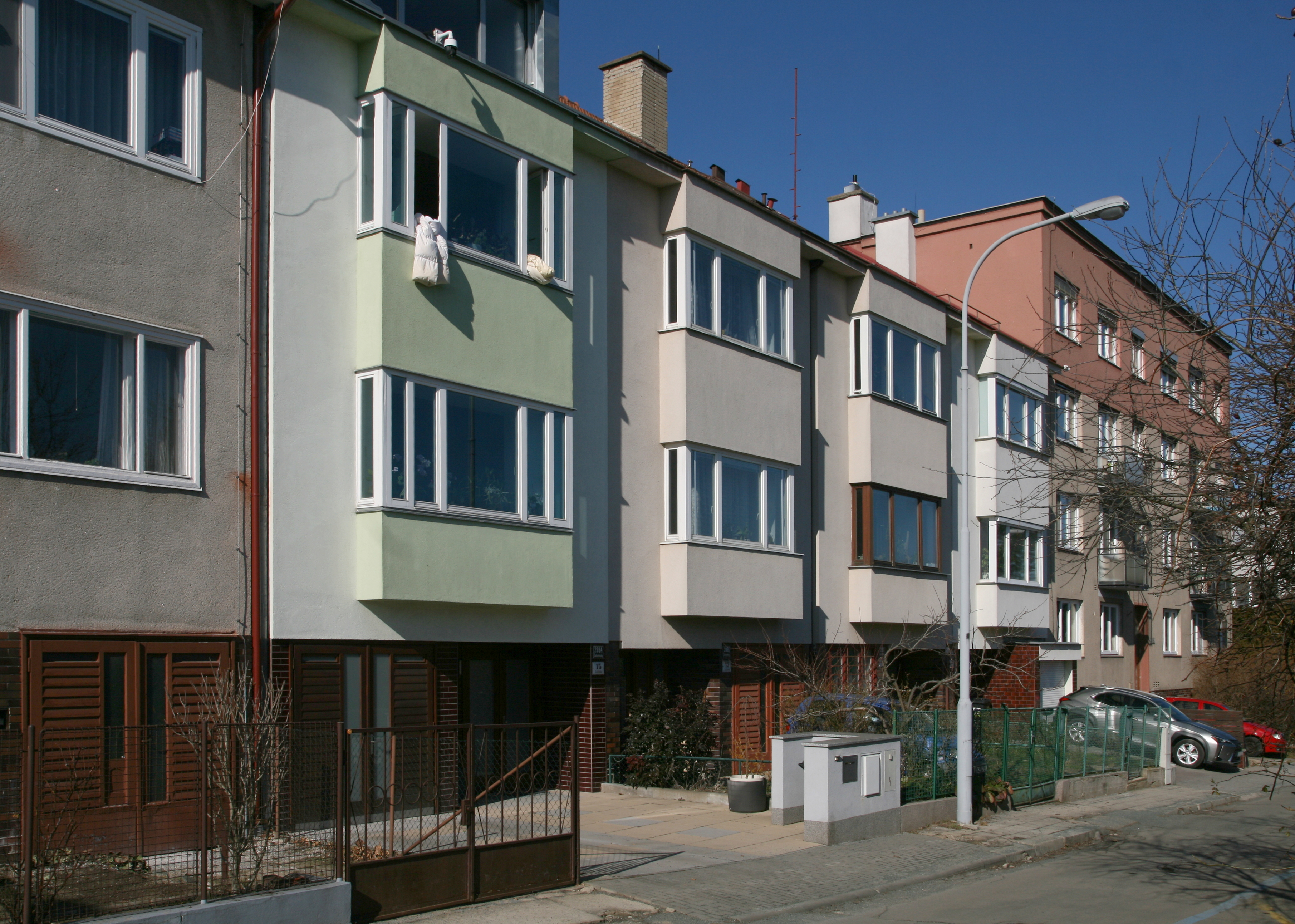
Řadové rodinné domy v Lužické ulici

Dům Lužická číslo 2095/17 náleží do uceleného bloku čtyř řadových domů (č. 15–21), které byly původně fasádově jednotné, realizované firmou bratrů Kubových podle návrhu Viléma Kuby v letech 1934 až 1935. Celý blok je situován na severozápadní straně Lužické ulice vedoucí z jihozápadu od ulice Tůmovy na severovýchod k nároží s ulicí Náhorní. Zleva blok uzavírá dům č. 13 na nároží s Hvězdářskou ulicí, z druhé strany byl k bloku přistavěn ještě bytový dům č. 23.
V případě domu č. 17 se jedná o nepodsklepený třípodlažní řadový dům obdélníkového půdorysu se sedlovou střechou. Dominantním prvkem hlavního uličního průčelí je vystupující středově umístěný vertikální arkýř, v němž jsou v prvním i druhém patře osazena velká pásová okna osvětlující obytné prostory v přední části domu. Na vrchol arkýře po stranách navazují úseky vyložené korunní římsy. V přízemí s keramickým obkladem temně cihlové barvy je hluboký výklenek a do něj vložený vstup s menším okenním otvorem, vpravo od výklenku je garážový vjezd krytý dvoukřídlými žaluziovými vraty. Zadní, zahradní průčelí má v přízemí centrálně umístěný vstup a po stranách dvě okna, v prvním patře vyčnívá balkon s plnými parapetními zídkami a k jednomu z oken jsou připojeny balkonové dveře, zatímco ve druhém patře je už jen dvojice oken.

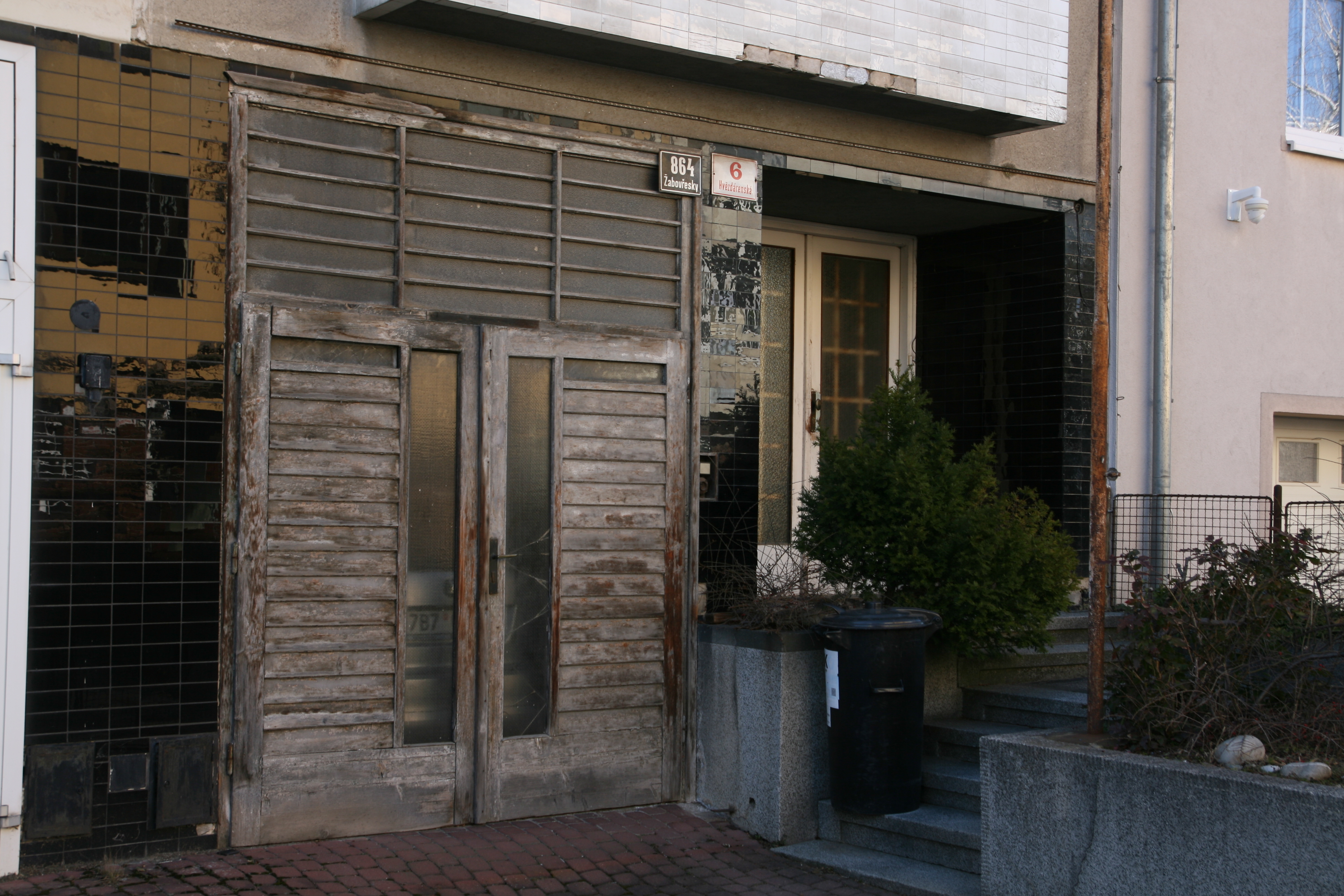
Vzor přízemí se vstupem a garáží včetně původního černého obkladu u domu Hvězdárenská 6

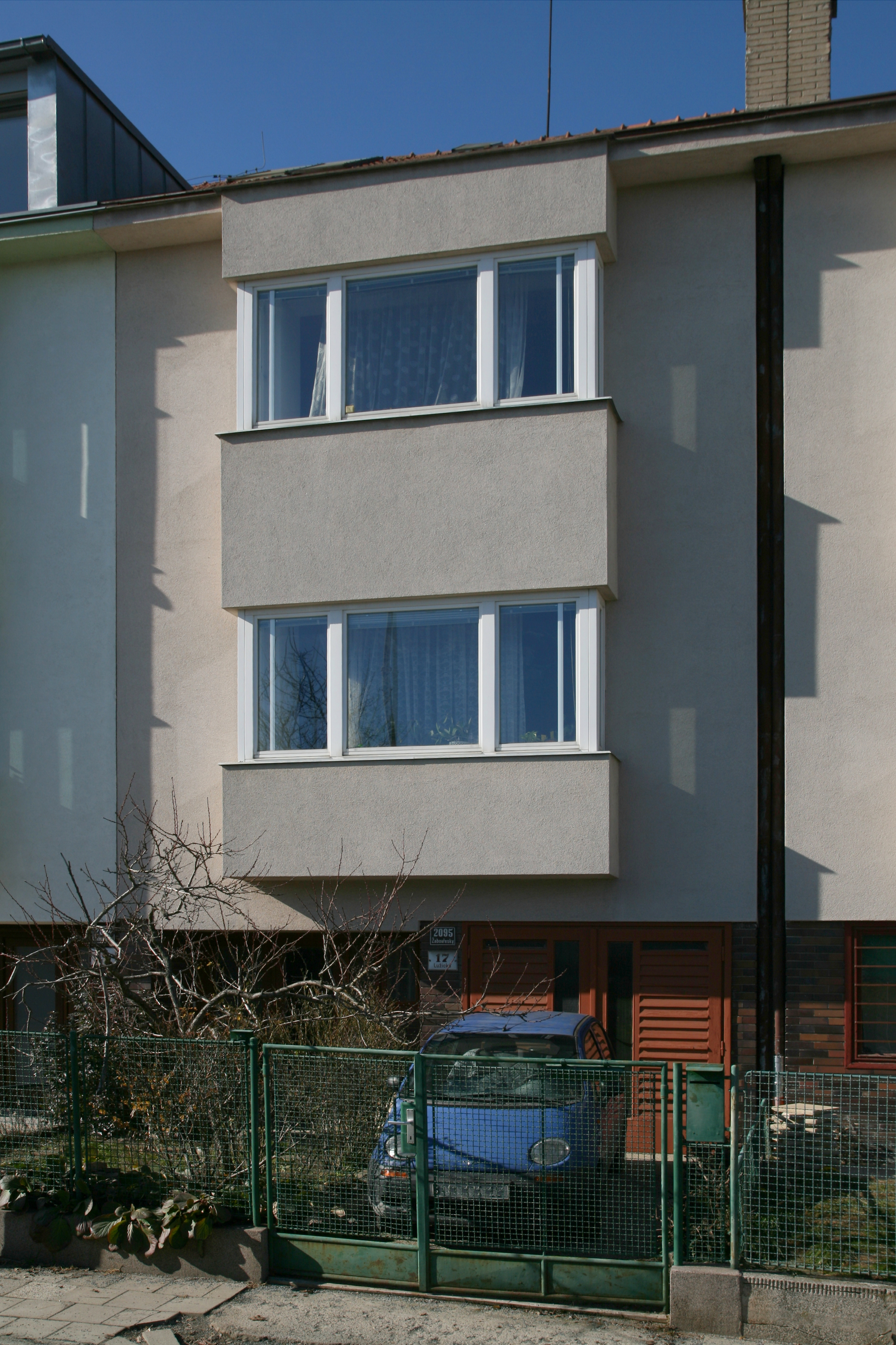
Arkýř dominující uličnímu průčelí domu Lužická 17

Dispozice domu poměrně úzkého a hlubokého obdélníkového půdorysu se orientuje kolem schodištní chodby, která je vedena uprostřed příčně k jeho ose a rozděluje jeho vnitřní prostor symetricky na část směřující do ulice a část směřující do zahrady. V přízemí je krátká vstupní chodba s dvoukřídlými kyvadlovými dveřmi, která ústí do haly, z níž je pak přístupná schodištní chodba. Dále je zde provozní zázemí domu v podobě malé sklepní prostory, WC a garáže v přední části domu, v zadní pak tří sklepních místností. Prostřední z nich má funkci prádelny a je průchozí do zahrady. V prvním patře celou uliční část domu zabírá obývací pokoj prosvětlovaný z arkýře, v zadní části je místnost označovaná jako kabinet a kuchyně s výstupem na balkon. Druhé patro je řešeno obdobně, navíc je zde ovšem koupelna a toaleta a v zadní části menší ložnice oddělená jen závěsem od pracovny. Oproti typu z Hvězdárenské ulice tento zjednodušený typ postrádá třetí patro se sušárnou a terasou.
Vedle arkýře bohatě prosvětlujícího místnosti orientované na jihovýchodní stranu do ulice je dobře funkční také osvětlení ústřední schodištní chodby přirozeným denním světlem. To je zařízeno prosklenými stěnami, které oddělují chodbu od místností na uliční i zahradní straně domu, stěny chodby jsou navíc členěné průhledy trojúhelníkového a obdélníkového tvaru v jihovýchodní stěně. Rovněž koupelnu a sociální zařízení v horním patře osvětluje přirozené světlo skosenými okenními otvory ústícími do světlíku. Bíle laděná schodištní madla doplňují dřevěné obklady parapetních zídek, dřevěné rámy vstupů a dvířek do úložných prostorů ve stěnách schodiště. V místě zalomení schodiště je jeho hmota elegantně zaoblená. Kuchyň a koupelna je obložená bílou keramikou, k výtvarně působivým detailům patří i kování dveří a okenních otvorů.

## Památková ochrana
V listopadu 2007 byl dům prohlášen rozhodnutím Ministerstva kultury ČR za kulturní památku a evidován v Ústředním seznamu nemovitých kulturních památek pod rejstříkovým číslem 102663. Ministerstvo ve svém rozhodnutí ocenilo, že se v případě této stavby jedná o „nesporně kvalitní příklad funkcionalistické meziválečné architektury, dochovaný extriérově i interiérově do dnešních dnů v téměř neporušeném stavu“. Na přelomu let 2022 a 2023 byl dům zahrnut také do územní památkové ochrany vyhlášením městské památkové zóny Brno, která obsáhla i oblast Žabovřesk a s ní také tento dům.